# Can Xaparí
Can Xaparí és una masia de Girona inclosa a l'Inventari del Patrimoni Arquitectònic de Catalunya.

## Descripció
La masia és de planta rectangular de planta baixa i pis, amb cantonades i obertures de pedra. La façana principal té una porta de modillons, igual que la finestra del seu damunt. Al costat esquerre de la finestra n'hi ha una altra d'arc carpanell i motiu goticitzant.
Es troba en força mal estat. Els propietaris actuals viuen al costat en un habitatge nou.